# Hydroglyphus basalis
Hydroglyphus basalis är en skalbaggsart som först beskrevs av W. J. Macleay 1871.  Hydroglyphus basalis ingår i släktet Hydroglyphus och familjen dykare. Inga underarter finns listade i Catalogue of Life.